# معتب بن عوف
مُعَتِّب بن عوف الخزاعي المعروف بـ معتب بن الحمراء (المتوفي سنة 57 هـ) صحابي كان حليفًا لبني مخزوم. أسلم قديمًا، وهاجر إلى الحبشة، ثم عاد وهاجر إلى يثرب حيث نزل على مبشر بن عبد المنذر، وآخى النبي محمد بينه وبين ثعلبة بن حاطب. شارك معتب مع النبي محمد في غزواته كلها.
توفي معتب بن عوف سنة 57 هـ، وعمره 78 سنة، دون أن يكون له عقب.